# Hanseniaspora valbyensis
Hanseniaspora valbyensis är en svampart som beskrevs av Klöcker 1912. Hanseniaspora valbyensis ingår i släktet Hanseniaspora och familjen Saccharomycodaceae.   Inga underarter finns listade i Catalogue of Life.